# East Pacific Center
Das East Pacific Center ist ein Gebäudekomplex, bestehend aus zwei Wolkenkratzern, in der chinesischen Stadt Shenzhen. Die Fertigstellung der beiden Wohntürme erfolgte Ende 2013; Baubeginn war im Jahr 2008. Bereits im April 2012 wurde die Endhöhe erreicht. Seitdem gehören die beiden Gebäude mit 306 Metern und 261 Metern zu den höchsten Gebäuden der Stadt. Außerdem ist das East Pacific Center das höchste reine Wohngebäude in der Volksrepublik China. Turm A hat 85 Stockwerke, in Turm B sind es 72.